# Пітер Снаєрс
Пітер Снаєрс (нід. Pieter Snayers; 24 листопада 1592 — 1666/1667) — фламандський художник-баталіст епохи бароко.

## Біографія
Народився в Антверпені в 24 листопада 1592 році. Навчався живопису в Себастьяна Вранкса, основоположника батального живопису в Нідерландах. В 1612 році став членом Гільдії Святого Луки та одружився з племінницею Корнеліса Схюта.
В 1628 році став мешканцем Брюсселя. Там він працював спочатку для ерцгерцогині Ізабелли, а потім був придворним живописцем Фердинанда Австрійського і ерцгерцога Леопольда Вільгельма. Для них він намалював гобелени зі сценами переможних битв в традиціях сімнадцятого століття, при цьому жодного разу не будучи безпосереднім свідком битв.
Снаєрс також час від часу співпрацював з Рубенсом, в тому числі при написанні незавершеної картини Життя Генріха IV (1628-30) і серії Торре de la Parada (бл. 1637-1640). 
Він також малював портрети брюссельської аристократії та пейзажі.  
Учнями Снаєрса були Адам Франс ван дер Мейлен та Пітер Меленер.
Снаєрс помер у Брюсселі в 1666 або 1667 році.

## Батальні сцени
Історичні батальні сцени Снаєрса характеризуються топографічною точністю. Часто на його картинах дрібні переднього плану відступають, щоб показати панораму битви з висоти пташиного польоту.
Стилістично його кольорова гамма була більш стриманою, ніж у його вчителя Вранкса і відображала сучасні тенденції фламандського та голландського живопису.

## Галерея

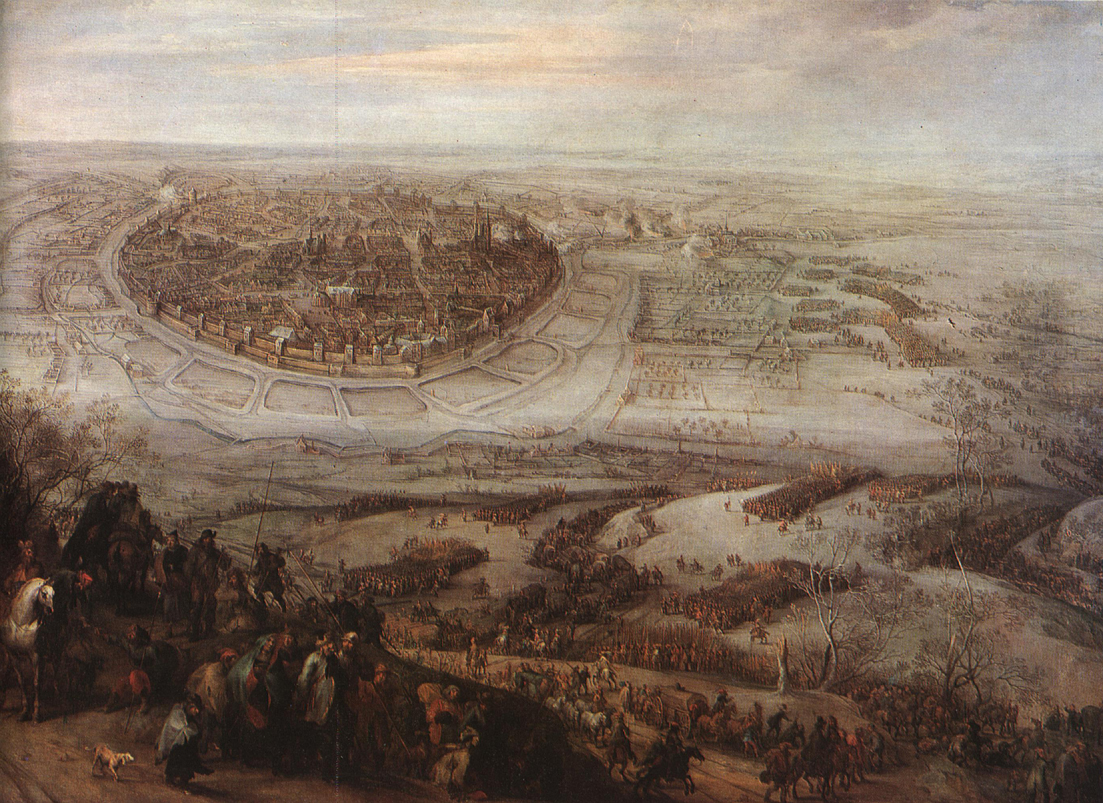
Підмога місту Мейсену 27 лютого 1643 року (1648)
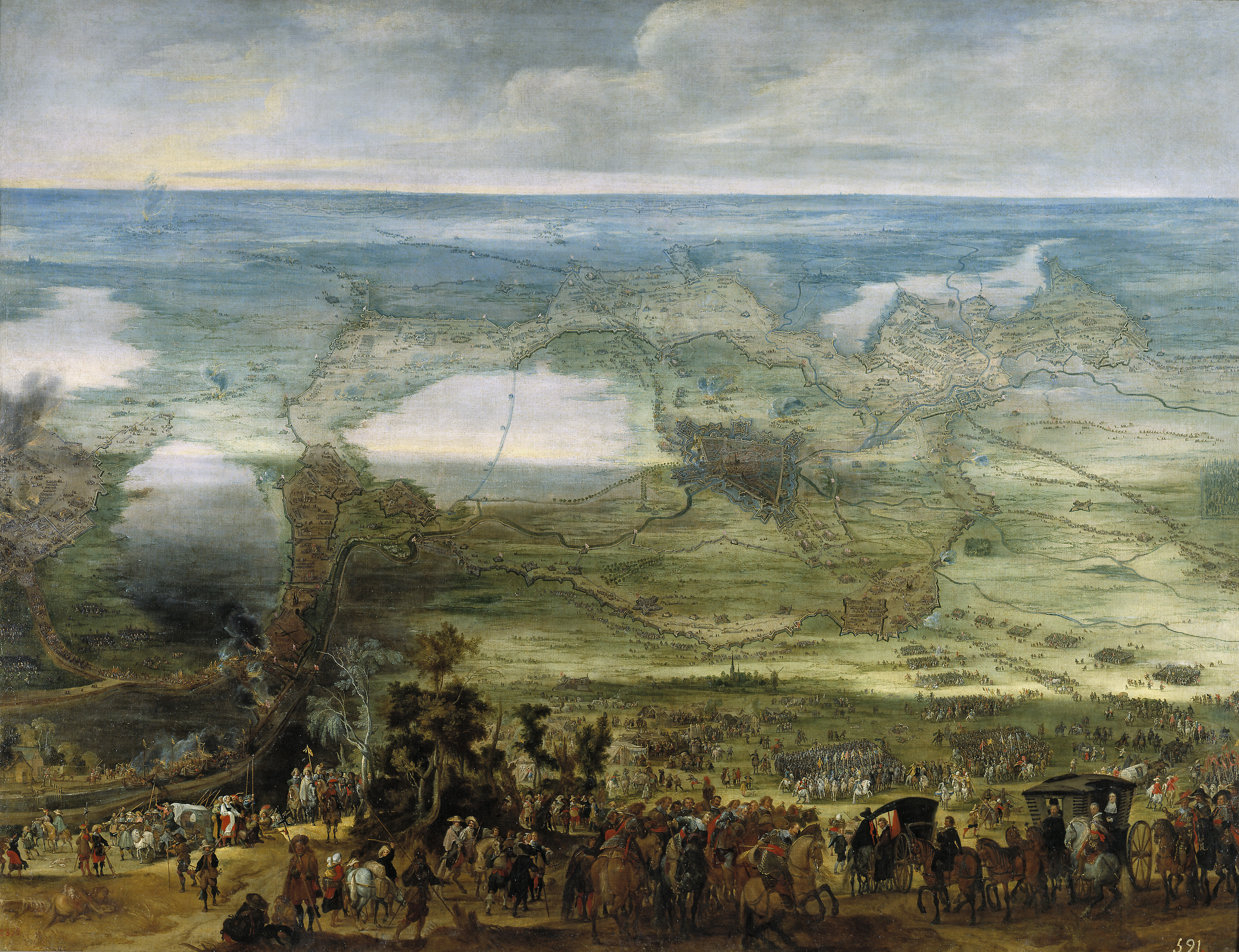
Облога Бреди.
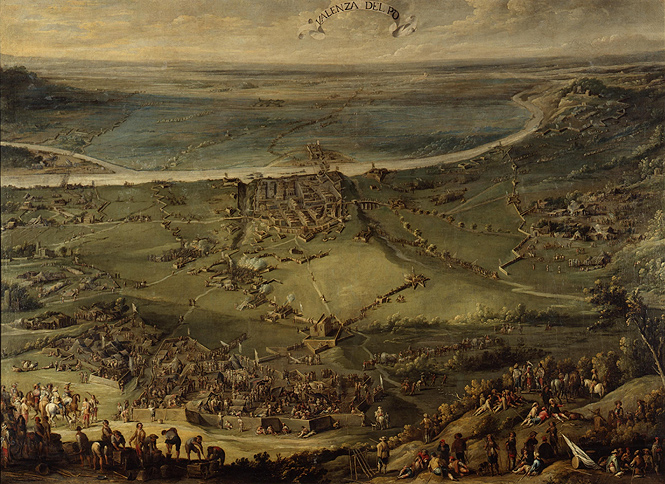
Облога Валенци.
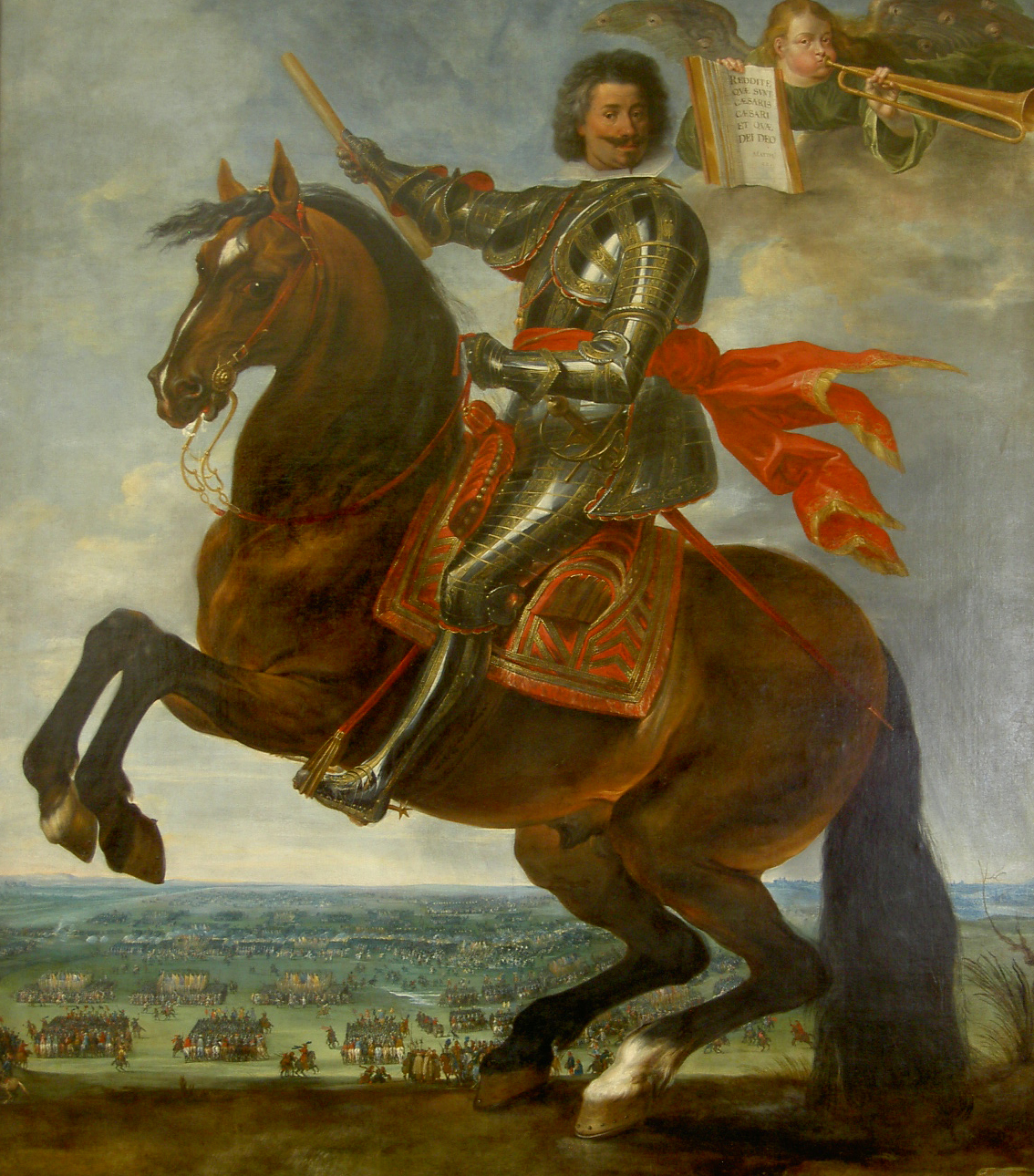
Портрет графа Бонавентури де Бюкуа в битві біля Білої Гори
Битва на Білій Горі в 1620 році. Баварські державні зібрання картин
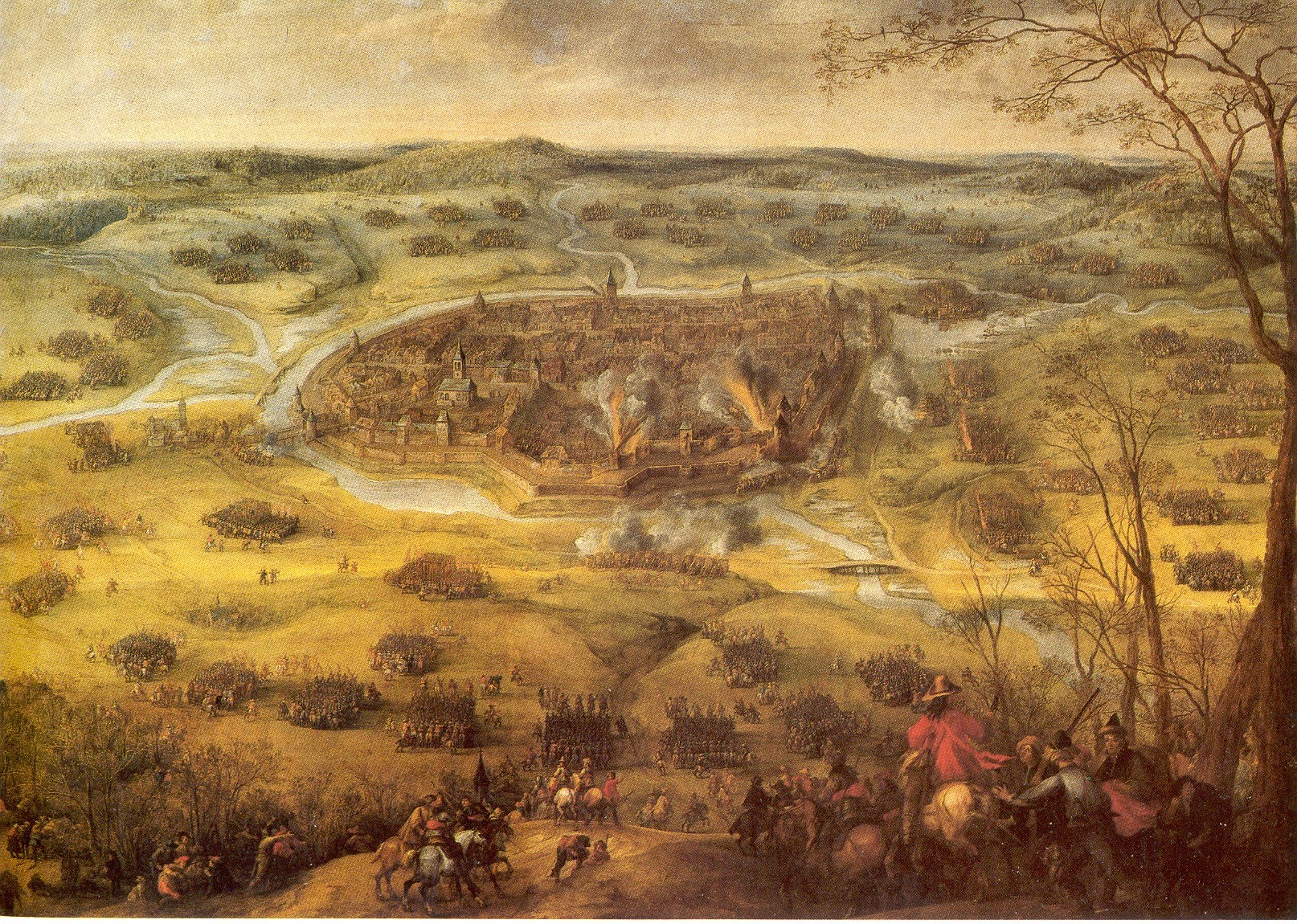
Взяття міста Нойнбурга (1645)
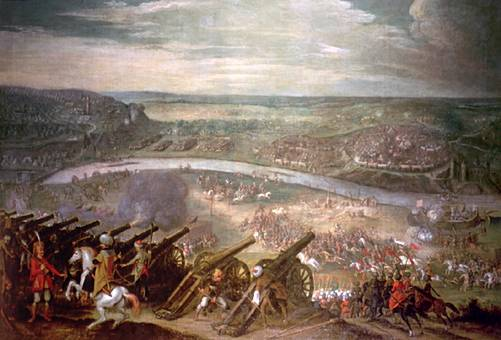
Облога Відня в 1529 році. Приватна колекція
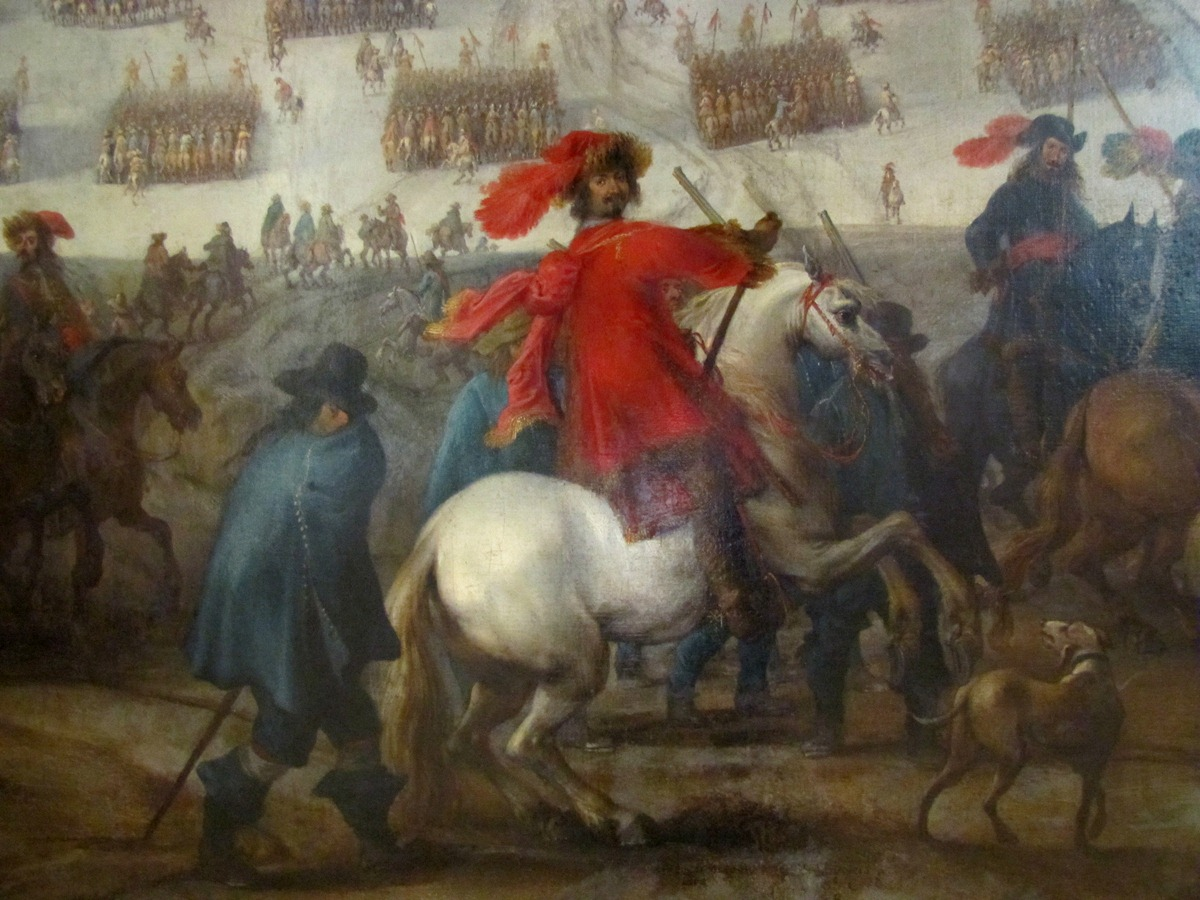
Портрет Оттавіо Пікколоміні
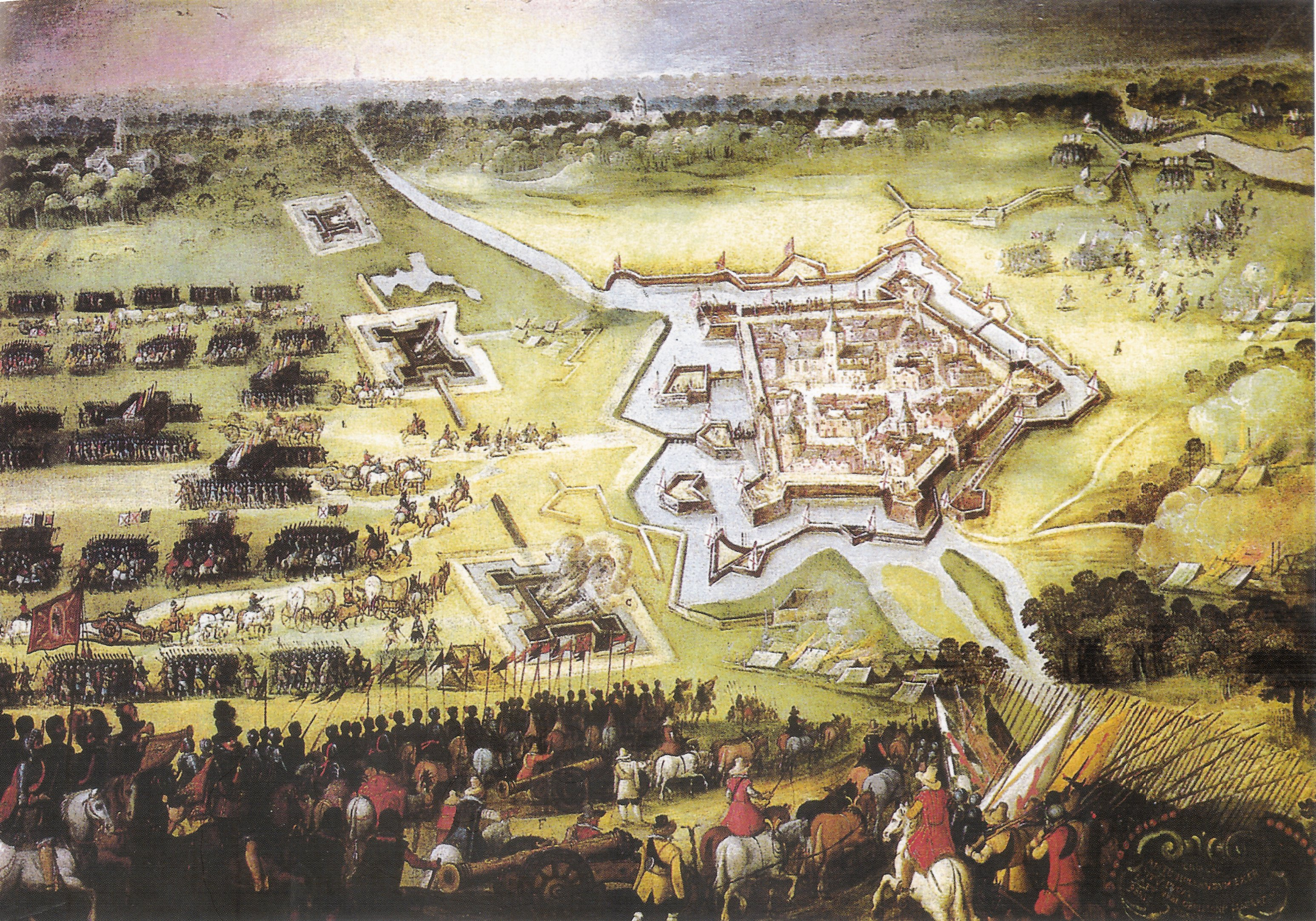
Перемога іспанців над голландцями під Грунло 9 листопада 1606 року
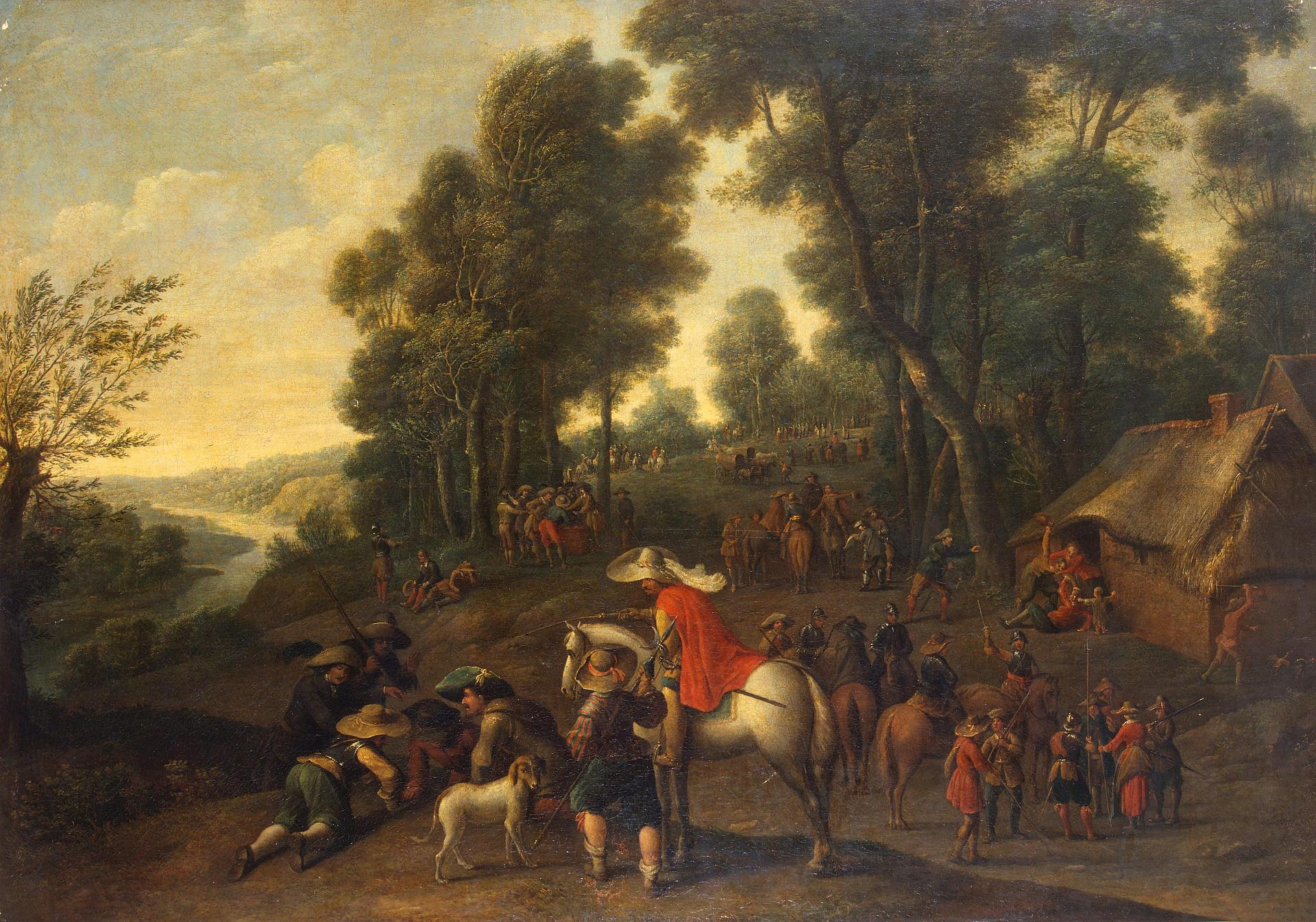
Привал вершників в лісі (між 1657 та 1659)
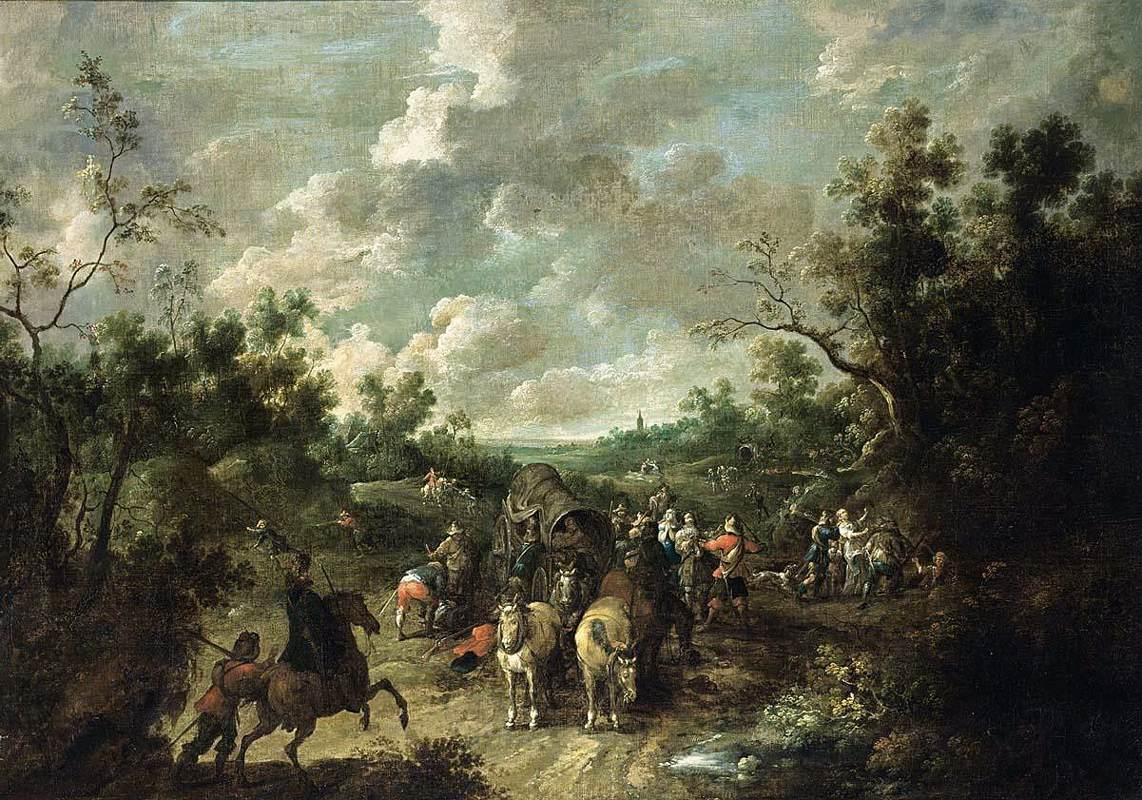
Лісовий пейзаж з мандрівниками
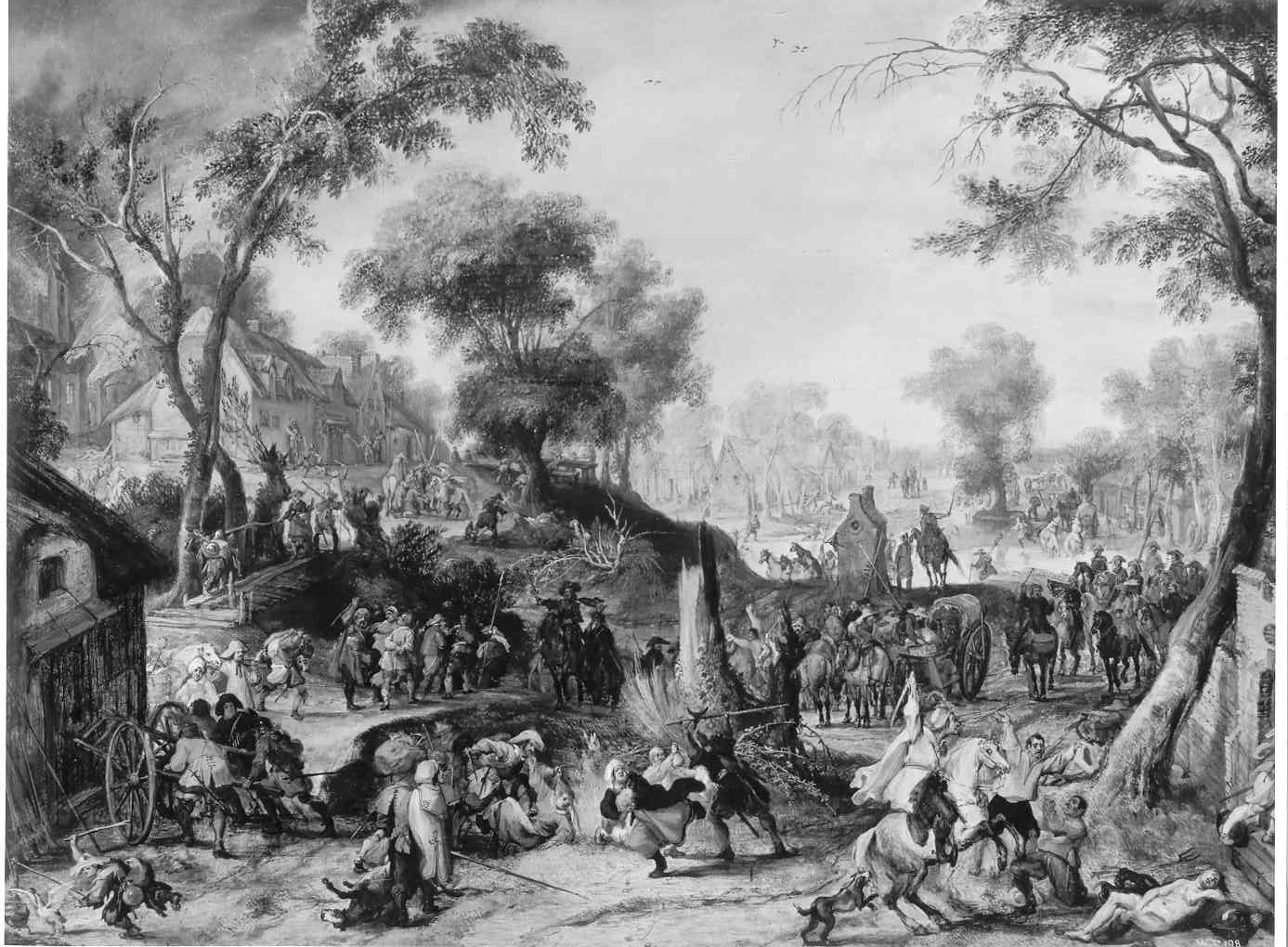
Розграбування села (гравюра)
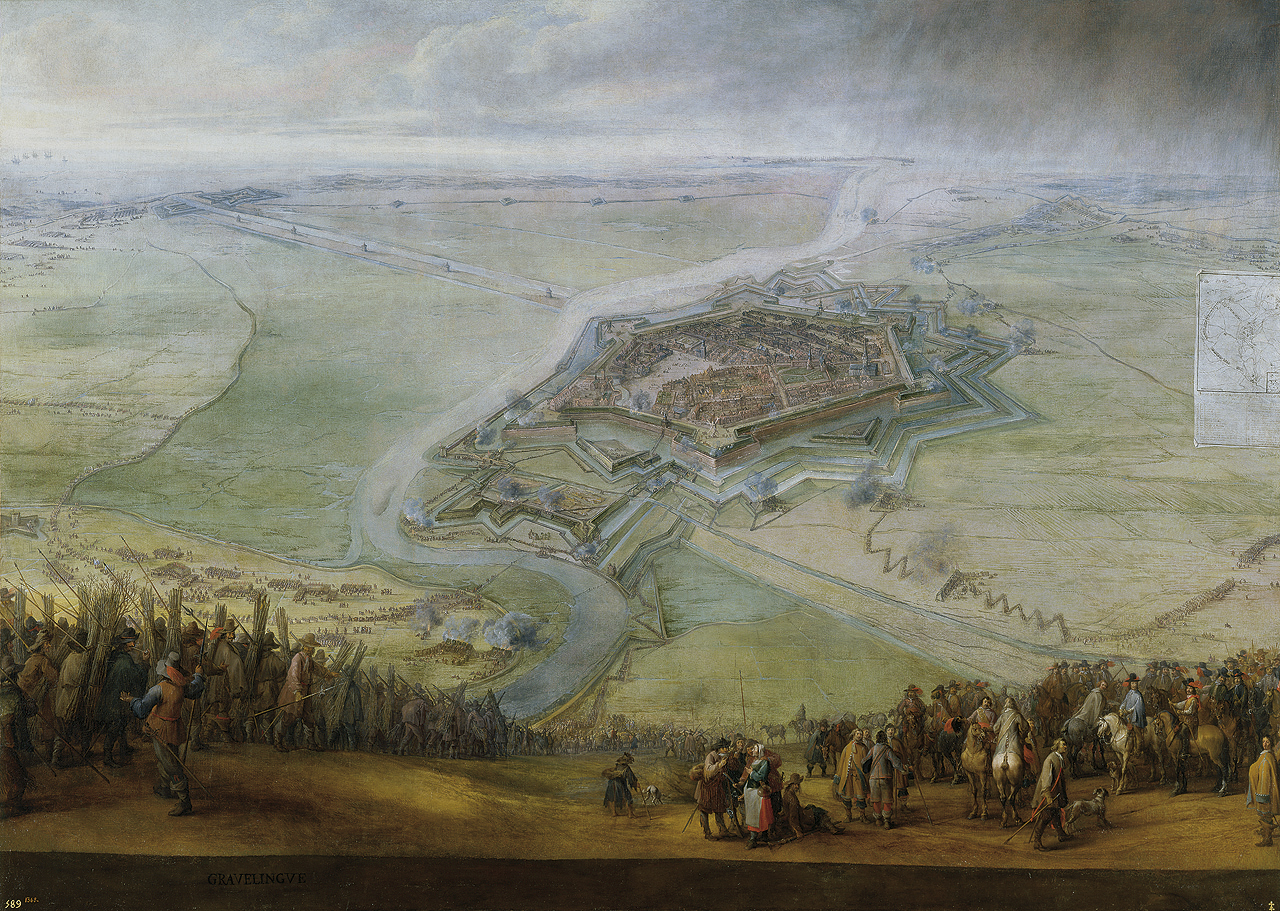
Битва під Гравліном. Прадо, Мадрид.
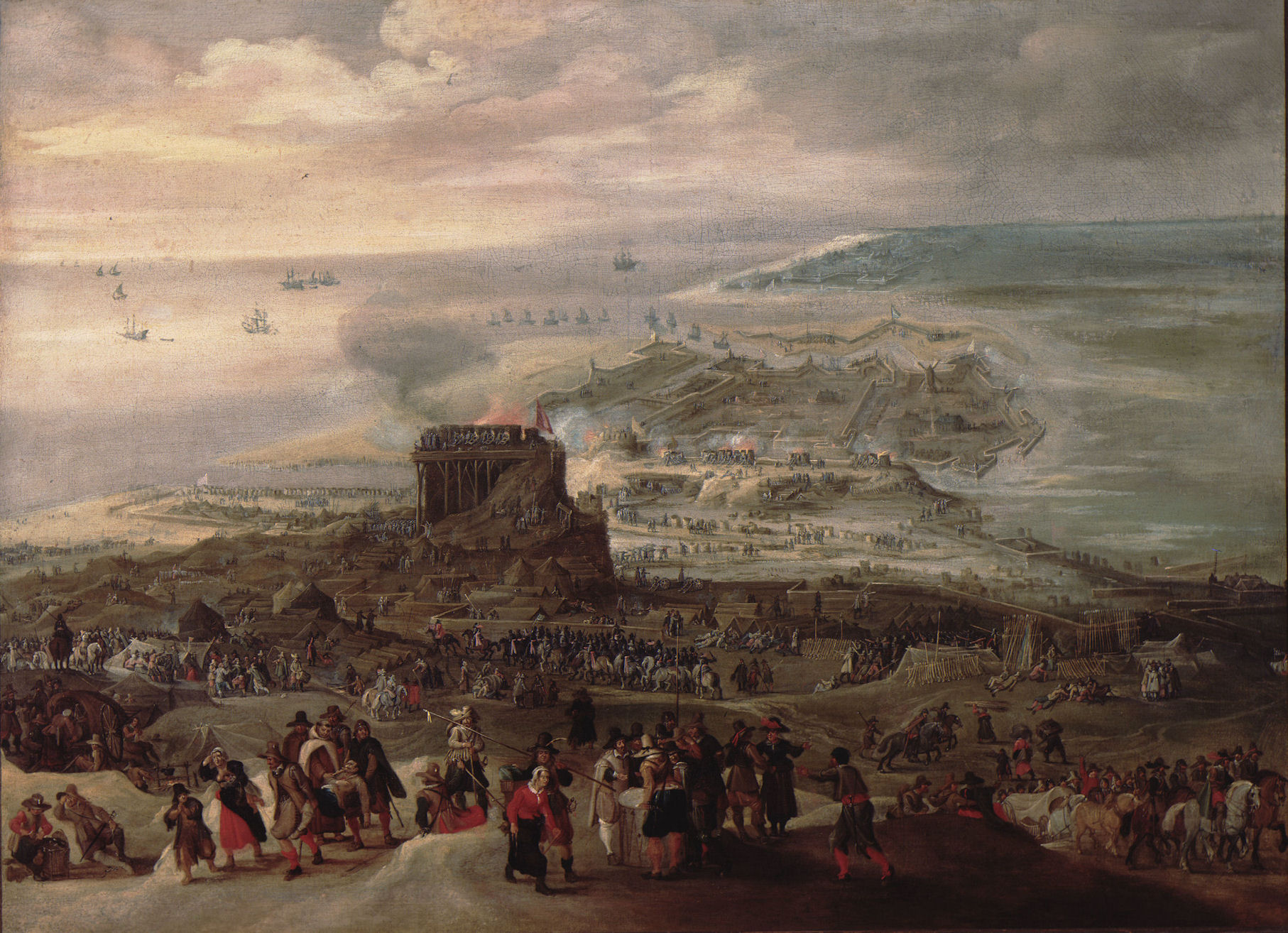
Облога Остенде.
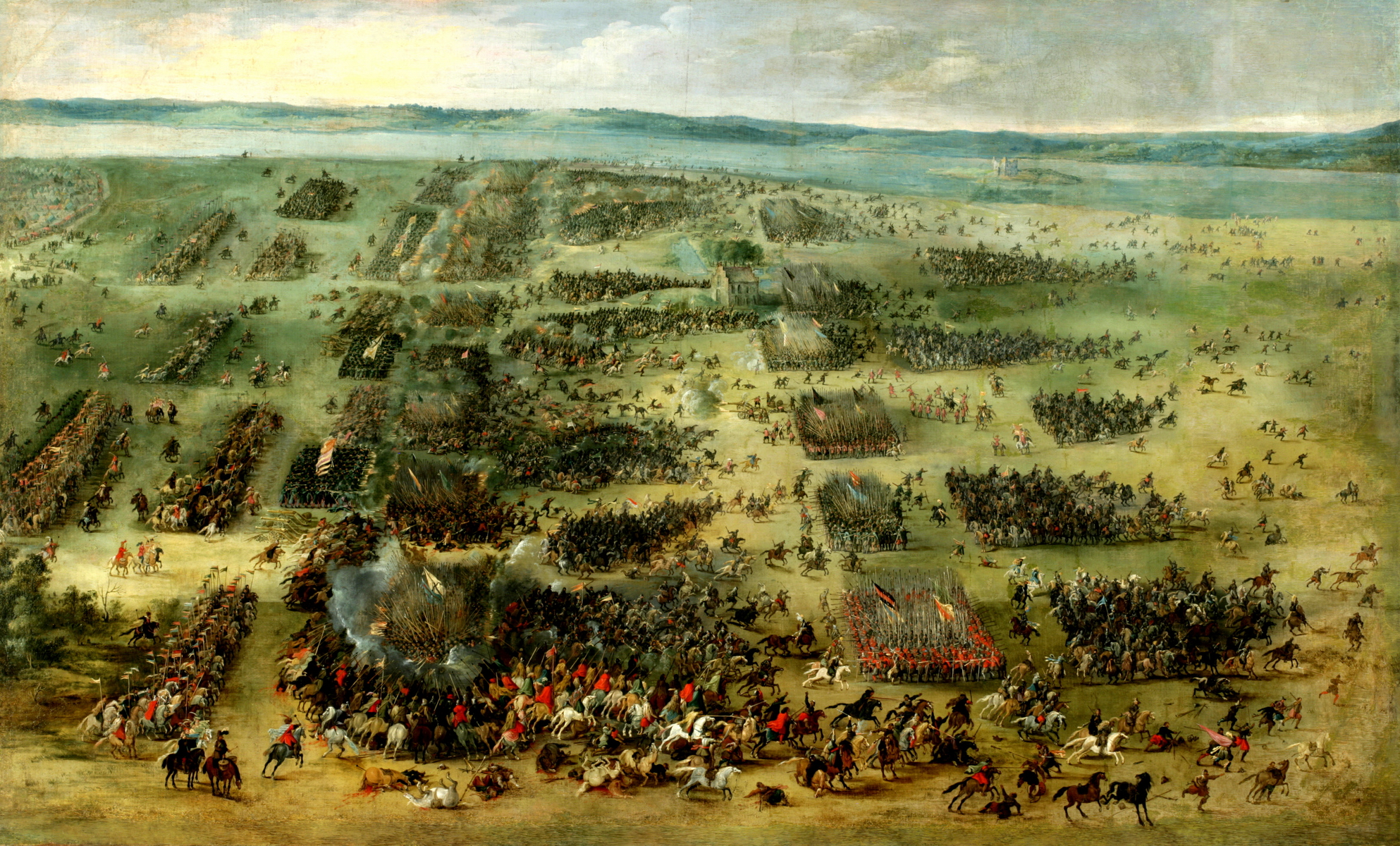
Битва під Кірхгольмом 1605 року. (1630)